# Романченко, Николай Иванович
Николай Иванович Романченко (1918 год — дата и место смерти не известны) — управляющий отделением совхоза «Пресногорьковский» Ленинского района Кустанайской области, Казахская ССР. Герой Социалистического Труда (1957).
Родился в 1918 году на территории современной Ростовской области. Работал агрономом, управляющим отделением совхоза «Пресногорьковский» Ленинского района.
Указом Президиума Верховного Совета СССР «О присвоении звания Героя социалистического Труда передовикам сельского хозяйства Казахской ССР» от 8 апреля 1971 года за выдающиеся успехи, достигнутые в развитии сельскохозяйственного производства и выполнении пятилетнего плана продажи государству продуктов земледелия и животноводства удостоен звания Героя Социалистического Труда с вручением ордена Ленина и золотой медали «Серп и Молот».